# Schone kunsten

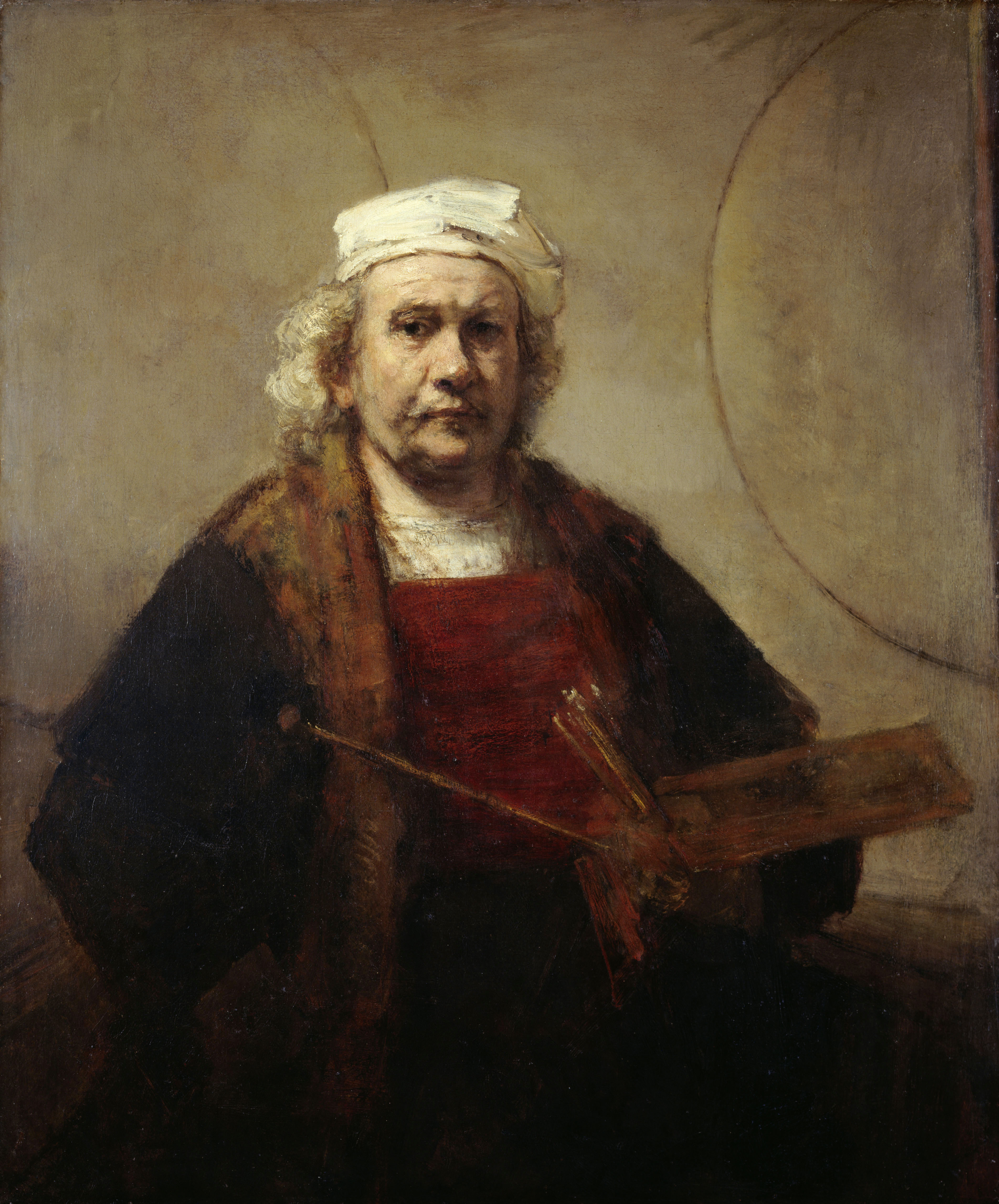
Zelfportret met twee cirkels door Rembrandt van Rijn, 1663

De term schone kunsten of vrije kunsten heeft betrekking op elke kunstvorm die uitsluitend dient voor de opwekking van esthetisch genoegen of om een kunstzinnig idee tot uitdrukking te brengen. Schone kunsten dienen dus niet het economisch nut of gebruiksgemak in tegenstelling tot de toegepaste kunst. Het begrip schone kunsten heeft vooral betrekking op de beeldende kunsten en de podiumkunsten zoals schilderen, dansen, beeldhouwen, theater, architectuur, fotografie en op bepaalde toepassingen van de druktechniek.
Scholen, instituten en andere organisaties gebruiken de term vaak als aanwijzing voor een traditionele manier van kunstvervaardiging, zoals bij klassieke of academische kunst. Er ontstaat soms verwarring wanneer mensen over schone kunsten spreken, terwijl podiumkunsten worden bedoeld.
Het woord 'schone' slaat niet op de kwaliteit van de kunst maar op de discipline. De definitie van schone kunsten sluit alle beeldende kunst uit die kan worden gezien als handwerk, ambacht of toegepaste kunst. Dat schone kunsten worden gezien als iets dat losstaat van toegepaste kunst is mede het gevolg van een conflict in het Verenigd Koninkrijk tussen de aanhangers van de Arts-and-craftsbeweging, waaronder William Morris, en de eerste modernisten, waaronder Virginia Woolf en de Bloomsbury Group.